# 17 augustus
17 augustus is de 229e dag van het jaar (230e dag in een schrikkeljaar) in de gregoriaanse kalender. Hierna volgen nog 136 dagen tot het einde van het jaar.

## Gebeurtenissen
- Algemeen
  - 1668 - Een zware aardbeving met een magnitude van 7,8 tot 8,0 treft Noord-Anatolië in het Ottomaanse Rijk (tegenwoordig Turkije). Er vallen naar schatting 8 000 doden.
  - 1970 - In het Duitse Melz wordt een archeologische vondst gedaan, de stafdolken van Melz.
  - 1977 - Als eerste oppervlakteschip bereikt de Russische nucleaire ijsbreker Arktika de noordpool.
  - 1983 - In Blankenberge wordt een zesling geboren: Bruno, Tom, Jelle, Arne, Veerle en Lode zijn allen kerngezond.
  - 1992 - Een camping op Ameland wordt getroffen door een windhoos. Er valt 1 dode.[1]
  - 1999 - Een zware aardbeving in het Turkse Izmit in de provincie Kocaeli. Er vallen naar schatting meer dan 17 000 doden en 44 000 gewonden.
- Criminaliteit en veiligheid
  - 1992 - De Verenigde Staten loven een premie van twee miljoen dollar uit voor informatie die leidt tot de aanhouding van de voortvluchtige Colombiaanse drugsbaron Pablo Escobar.
  - 2015 - Bij een bomaanslag op een tempel in Bangkok komen 22 mensen om en raken er 120 gewond.
  - 2017 - Een busje rijdt in op een menigte op de Ramblas in Barcelona. Bij de aanslag komen 14 mensen om en raken zeker honderd mensen gewond.
- Economie
  - 2011 - President Hugo Chávez van Venezuela gaat de goudindustrie in zijn land nationaliseren. Hij wil de gehele productie van het edelmetaal toevoegen aan de nationale reserves, zegt hij in een interview met de staatstelevisie van het Zuid-Amerikaanse land.

- Media

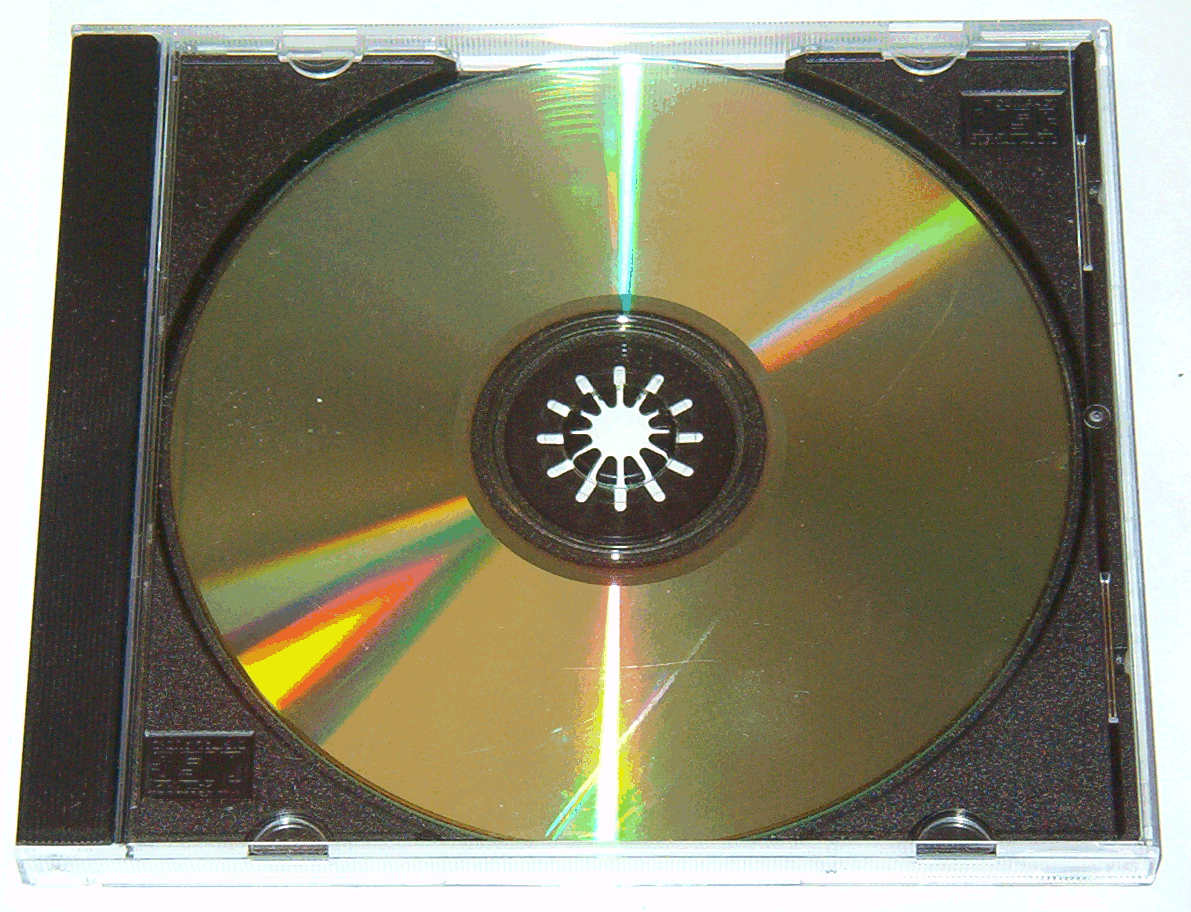
Compact disc
1982

  - 1982 - Productie van de eerste compact disc ter wereld door het Philipsonderdeel PolyGram. Het bevat veertien walsen van Frédéric Chopin, gespeeld door de Chileense pianist Claudio Arrau.[2]
  - 2007 - Laatste uitzending van omroep Tien.
- Oorlog
  - 1672 - Groningen wordt ontzet. Deze gebeurtenis wordt vanaf 1700 herdacht op 28 augustus.
  - 1943 - Conferentie van Quebec begint.
  - 1945 - Onafhankelijkheid Nederlands-Indië
  - 1994 - De Verenigde Staten dreigen UNITA-leider Jonas Savimbi in een brief met aanvullende economische sancties als hij de voorstellen voor een vredesregeling niet aanvaardt.
- Politiek
  - 1596 - Christiaan IV van Denemarken wordt gekroond.
  - 1905 - Kabinet-Kuyper treedt af en wordt opgevolgd door Kabinet-De Meester.
  - 1945 - Soekarno roept de republiek Indonesië uit.
  - 1960 - Gabon wordt onafhankelijk en Gabriël Léon M'ba wordt tot president verkozen.
  - 1982 - Onderdelen van het leger van de Seychellen komen in opstand en spreken hun trouw uit aan president France-Albert René.
  - 1994 - Generaal Sani Abacha, de sterke man van Nigeria, plaatst de vakbonden onder curatele na wekenlange stakingen voor de vrijlating van Moshood Abiola, de belangrijkste oppositieleider van het West-Afrikaanse land.
  - 1994 - Koning Letsie III van Lesotho pleegt een koninklijke coup: hij zet de regering van premier Ntsu Mokhehle en het parlement buitenspel en kondigt nieuwe verkiezingen aan.
  - 1998 - De president van de Verenigde Staten, Bill Clinton geeft toe een "onbehoorlijke" relatie te hebben gehad met Monica Lewinsky, een stagiaire van het Witte Huis.
  - 2005 - Het Duitse hooggerechtshof verbiedt een herdenkingsmars ter ere voor Rudolf Hess.
  - 2007 - De Griekse premier Kostas Karamanlis biedt het ontslag van zijn kabinet aan.
  - 2016 - President Evo Morales van Bolivia opent een anti-imperialistische school. De nieuwe militaire opleiding in Santa Cruz moet de Amerikaanse invloeden in Latijns-Amerika tegengaan.
- Recreatie
  - 1969 - Laatste dag van Woodstockfestival "three days of peace and music"
  - 1998 - In het Disneyland Park te Parijs wordt de attractie Captain EO gesloten.
  - 2010 - In het Walt Disney Studios Park wordt het themagebied Toy Story Playland geopend.
- Religie
  - 1740 - Kardinaal Prospero Lorenzo Lambertini wordt gekozen tot Paus Benedictus XIV.
- Sport
  - 1987 - Steffi Graf lost Martina Navrátilová na negentig weken af als de nummer één op de wereldranglijst der proftennissters, en de Duitse houdt bijna vier jaar stand.
  - 1989 - De tuchtcommissie van de Koninklijke Nederlandse Atletiek Unie schorst sprinter Achmed de Kom voor achttien maanden, waarvan tien voorwaardelijk, omdat hij tijdens de nationale titelstrijd in Hengelo een vrouwelijk jurylid heeft geslagen.
  - 1997 - PSV wint ook de tweede editie van de Johan Cruijff Schaal, ditmaal door Roda JC met 3-1 te verslaan in de Amsterdam Arena.
  - 1997 - In navolging van Nigeria, Marokko en Tunesië plaatsen ook Zuid-Afrika en Kameroen zich voor het WK voetbal 1998 in Frankrijk.
  - 2001 - In Zürich verbetert atleet Troy Douglas het drie jaar oude Nederlands record op de 100 meter van Patrick van Balkom (10,23 seconden) met een tijd van 10,19 seconden.
  - 2008 - De nieuwe nummer 1 van de wereld Rafael Nadal bezorgt Spanje een gouden medaille in Peking.
  - 2008 - Zwemmer Michael Phelps wint acht keer goud op de Olympische Spelen. Hiermee verbreekt hij het record van zijn landgenoot, de Amerikaan Mark Spitz.
  - 2012 - Opening van het Grand Stade Lille Métropole, de thuishaven van Lille OSC, in de agglomeratie van de Franse stad Rijsel (Lille).
- Wetenschap en technologie
  - 1833 - De Royal William vertrekt uit Nova Scotia en wordt het eerste stoomschip dat de Atlantische Oceaan oversteekt.
  - 1859 - De Amerikaanse posterijen zetten vanaf vandaag een nieuw voertuig in: de luchtballon.
  - 1970 - Lancering van Venera 7, het eerste ruimtetuig dat op Venus landt.
  - 1978 - Drie Amerikanen voltooien met de Double Eagle II succesvol de eerste oversteek per luchtballon van de Atlantische Oceaan.

## Geboren

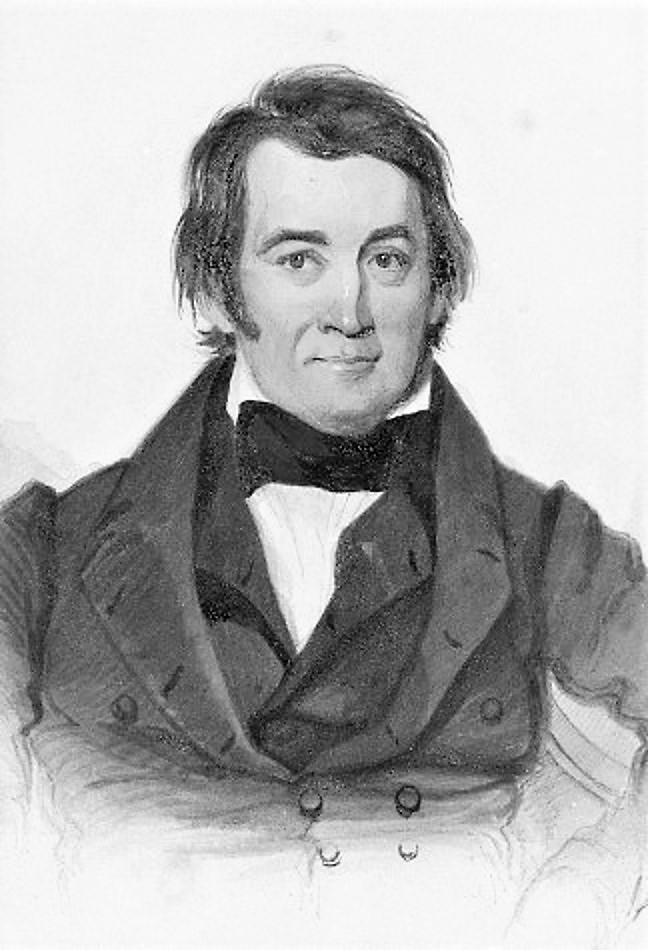
Davy Crockett
geboren in 1786

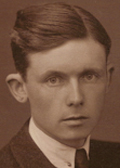
Hendrik de Vries
geboren in 1896

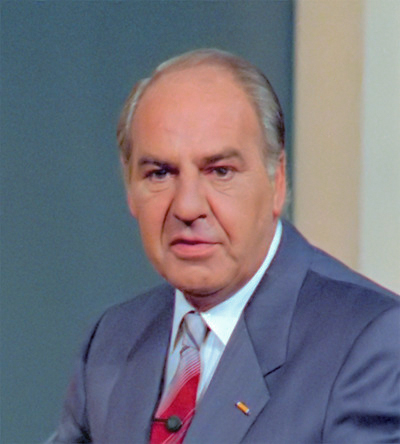
Willem Duys
geboren in 1928

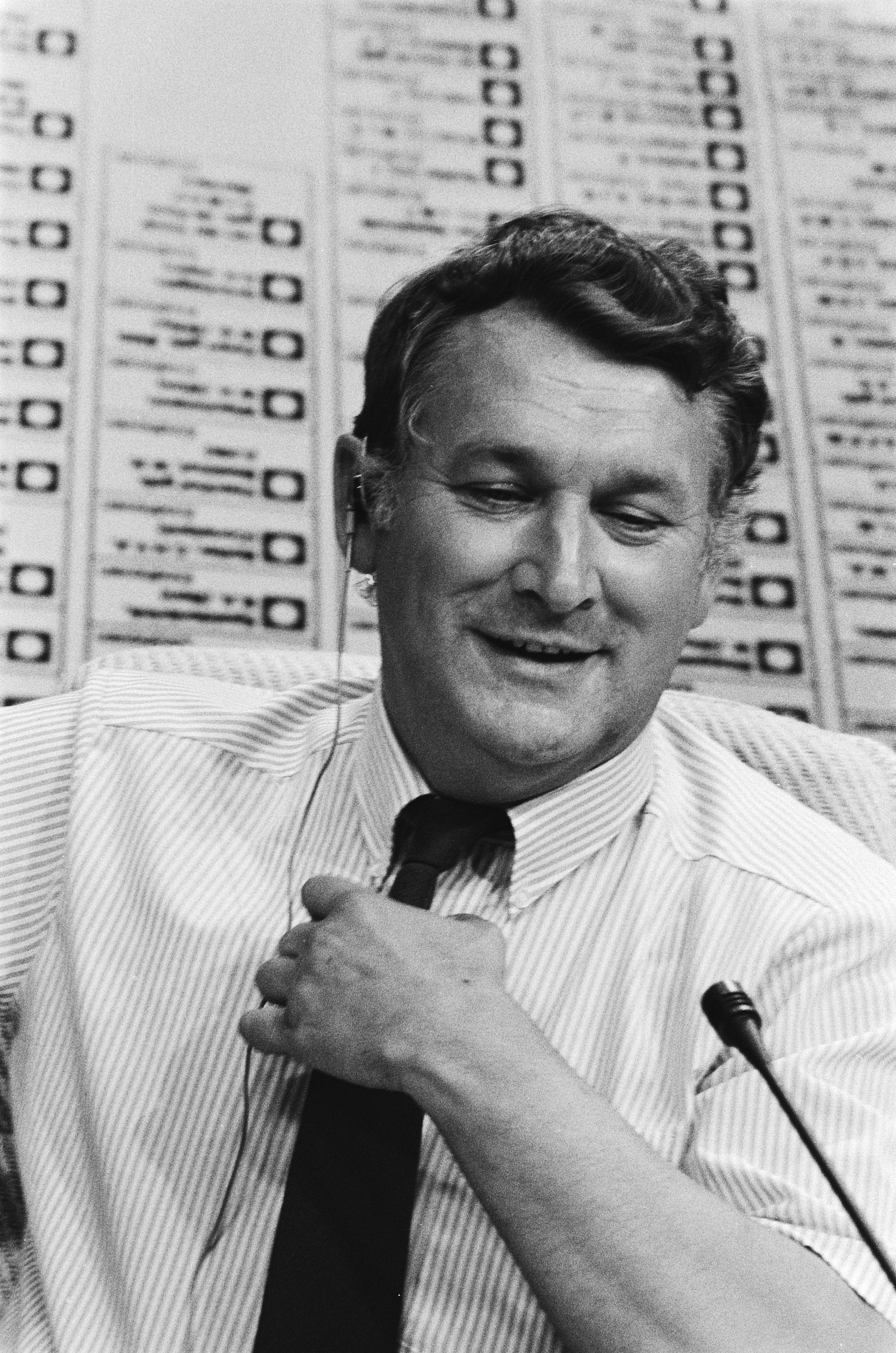
Koos Postema
geboren in 1932

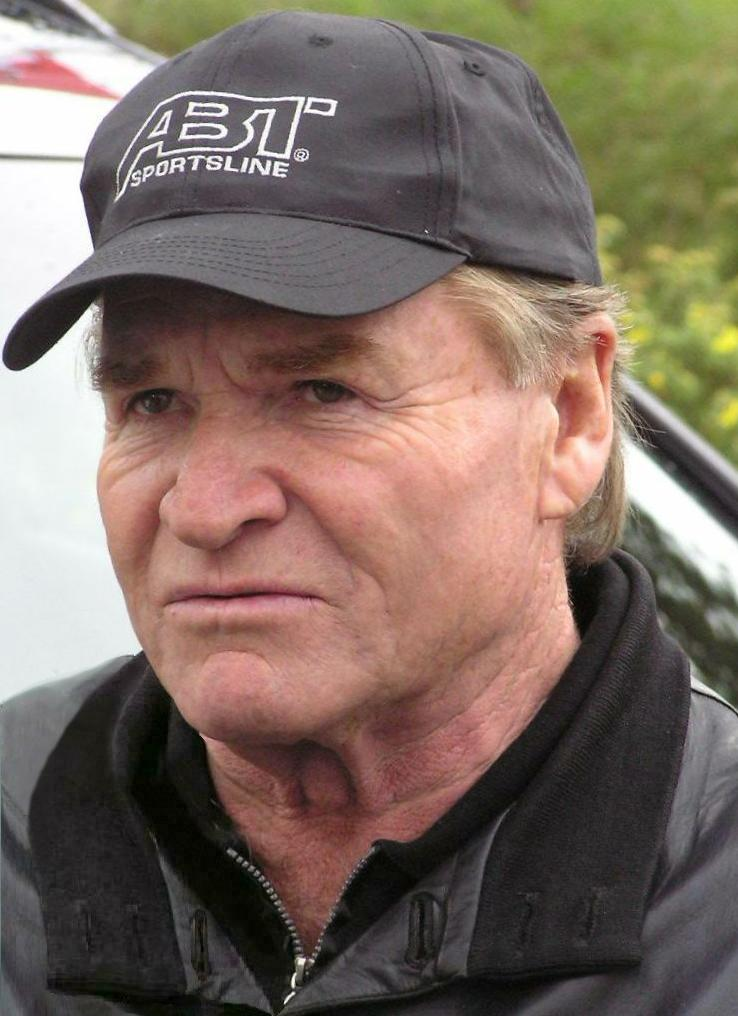
Fritz Wepper
geboren in 1941

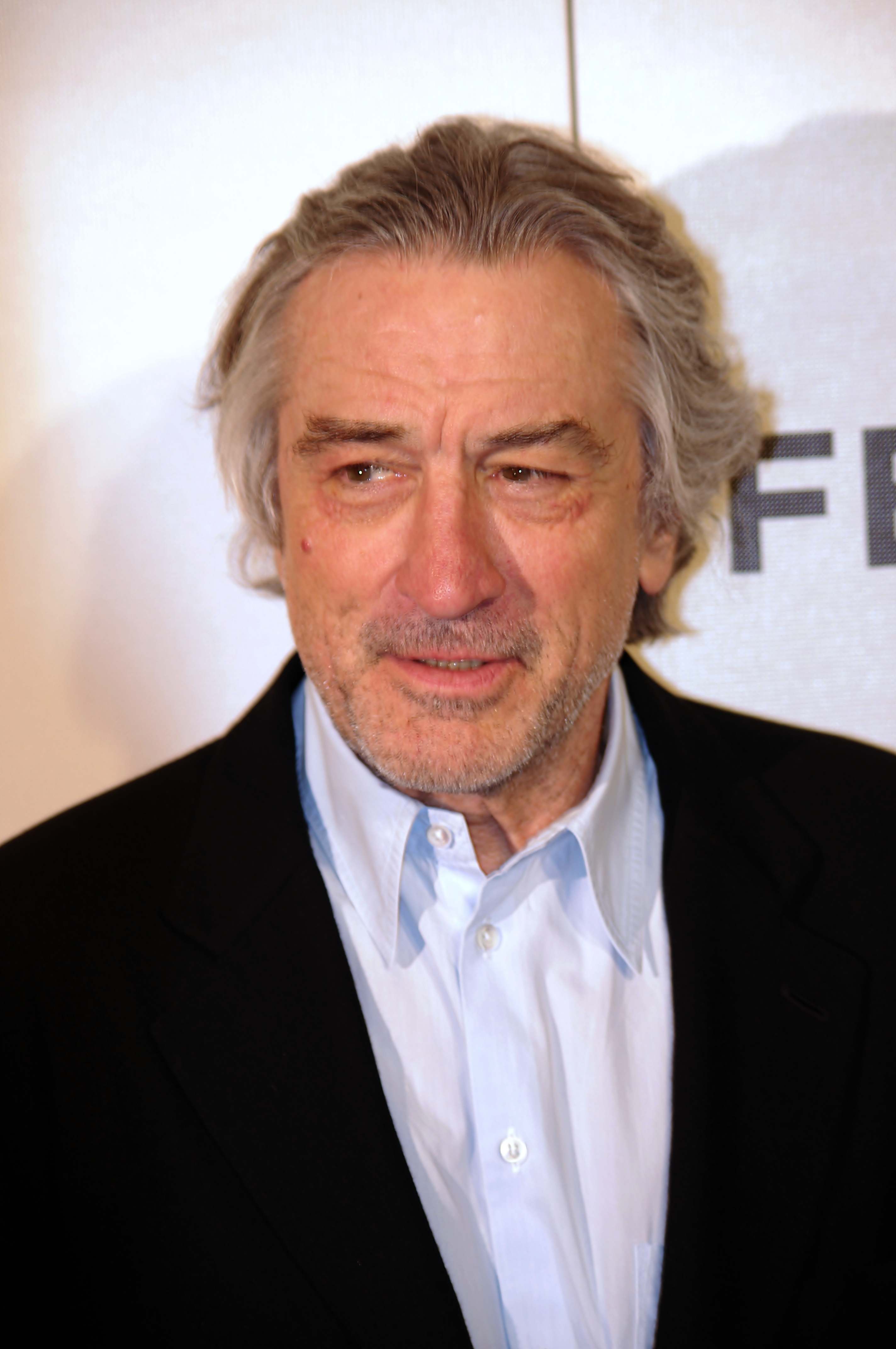
Robert De Niro
geboren in 1943

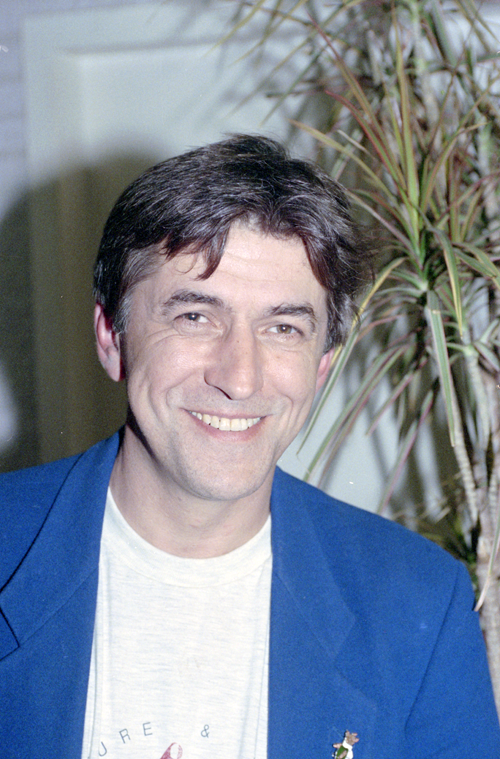
Bartho Braat
geboren in 1950

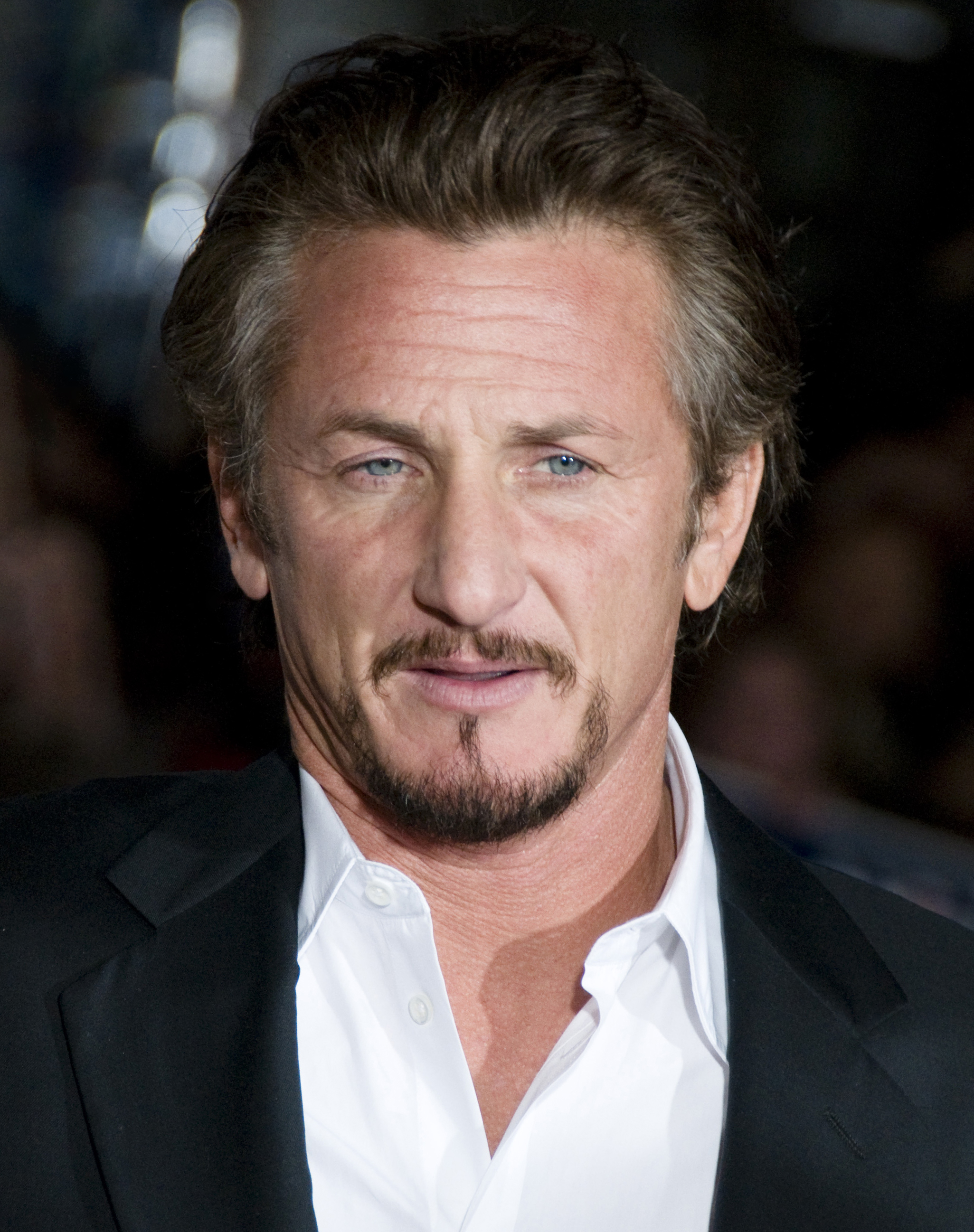
Sean Penn,
geboren in 1960

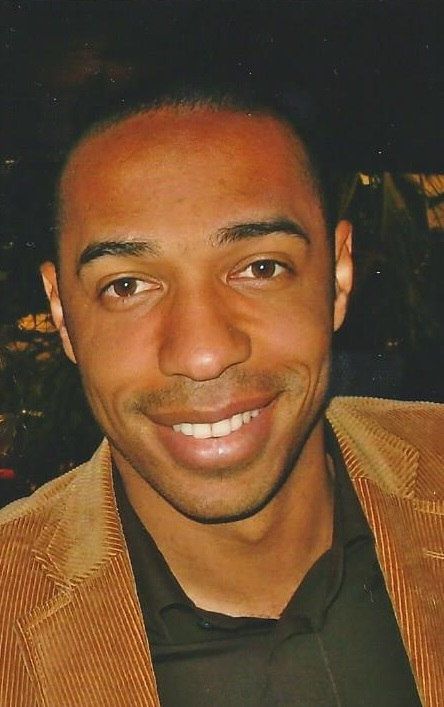
Thierry Henry
geboren in 1977

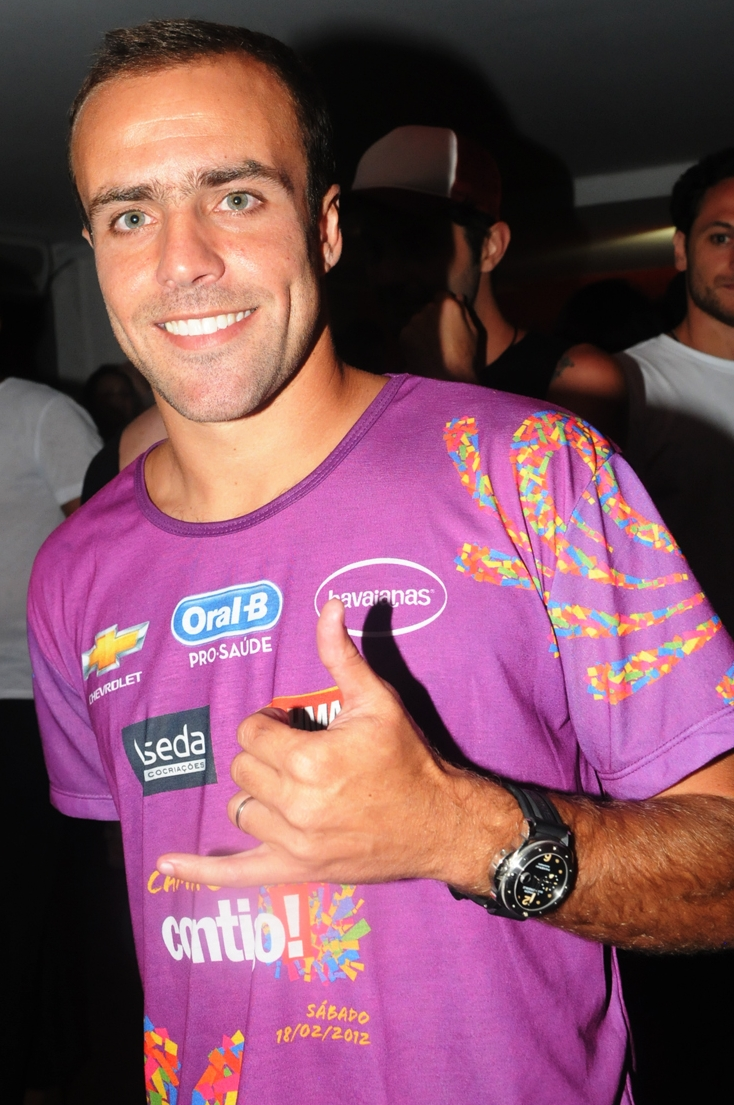
Roger Flores,
geboren in 1978

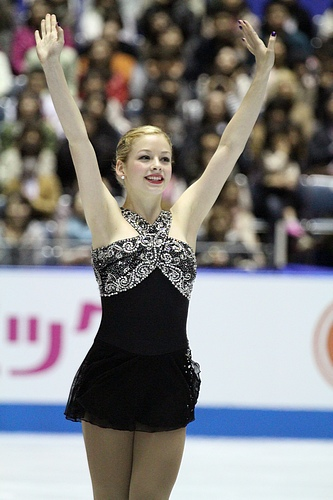
Gracie Gold,
geboren in 1995

- 1578 - Francesco Albani, Italiaans kunstschilder (overleden 1660)
- 1601 - Pierre de Fermat, Frans wiskundige (overleden 1665)
- 1629 - Jan III Sobieski, koning van Polen-Litouwen (overleden 1696)
- 1766 - Thijs Feenstra, Fries politicus (overleden 1840)
- 1778 - John Varley, Engels kunstschilder (overleden 1842)
- 1786 - Davy Crockett, Amerikaans politicus en militair (overleden 1836)
- 1797 - Peter Broun, Brits koloniaal ambtenaar (overleden 1846)
- 1834 - Peter Benoit, Belgisch componist (overleden 1901)
- 1837 - Charlotte Forten Grimké, Amerikaans abolitionist, onderwijzeres en dichteres (overleden 1914)
- 1839 - Matthijs Maris, Nederlands kunstschilder (overleden 1917)
- 1843 - Mariano Rampolla del Tindaro, Italiaans kardinaal-staatssecretaris (overleden 1913)
- 1871 - Jan Hemsing, Nederlands pianist en zanger (overleden 1924)
- 1876 - Henri Winkelman, Nederlands opperbevelhebber (overleden 1952)
- 1877 - Jan Gratama, Nederlands architect, schilder, tekenaar en redacteur (overleden 1947)
- 1885 - Tim Ahearne, Brits atleet (overleden 1968)
- 1887 - Marcus Garvey, Jamaicaans burgerrechtenactivist (overleden 1940)
- 1887 - Karl I van Habsburg, laatste keizer van Oostenrijk-Hongarije (overleden 1922)
- 1893 - Mae West, Amerikaans actrice, toneelschrijfster en sekssymbool (overleden 1980)
- 1896 - Hendrik de Vries, Nederlands dichter en kunstschilder (overleden 1989)
- 1903 - Hans Kolfschoten, Nederlands politicus en burgemeester (overleden 1984)
- 1906 - Marcello Caetano, Portugees politicus en minister-president (overleden 1980)
- 1907 - Huig Maaskant, Nederlands architect (overleden 1977)
- 1909 - Larry Clinton, Amerikaans trompettist, trombonist, componist, arrangeur en bigband-leider (overleden 1985)
- 1910 - Johan Manusama, 'president in ballingschap' van de Republiek Maluku Selatan (RMS) (overleden 1995)
- 1911 - Michail Botvinnik, Russisch schaker (overleden 1995)
- 1911 - Martin Sandberger, Duits nazi (overleden 2010)
- 1913 - Mark Felt, bekend als "Deep Throat" in het Watergateschandaal (overleden 2008)
- 1913 - Oscar Galvez, Argentijns autocoureur (overleden 1989)
- 1914 - Franklin Delano Roosevelt jr., Amerikaans politicus (overleden (1988)
- 1916 - Stig Lindberg, Zweeds kunstenaar en industrieel ontwerper (overleden 1982)
- 1920 - George Duvivier, Amerikaans jazz-bassist (overleden 1985)
- 1920 - Maureen O'Hara, Iers-Amerikaans actrice (overleden 2015)
- 1923 - Anton Kersjes, Nederlands dirigent (overleden 2004)
- 1926 - Jiang Zemin, Chinees politicus en partijleider (overleden 2022)
- 1927 - Sam Butera, Amerikaans tenorsaxofonist en arrangeur (overleden 2009)
- 1928 - Willem Duys, Nederlands radio- en televisiepresentator en muziekproducent (overleden 2011)
- 1929 - Rebecca Posner, Brits taalkundige (overleden 2018)
- 1929 - Gary Powers, Amerikaans piloot (overleden 1977)
- 1929 - Rex White, Amerikaans autocoureur (overleden 2025)
- 1930 - Ted Hughes, Engels dichter en schrijver (overleden 1998)
- 1931 - Jacques Neirynck, Belgisch-Zwitsers ingenieur, schrijver en politicus (overleden 2025)
- 1932 - Marijke Bakker, Nederlands actrice (Mammaloe)
- 1932 - Gabriel Kolko, Amerikaans historicus (overleden 2014)
- 1932 - Suzanne Krol, Belgisch atlete (overleden 2022)
- 1932 - V.S. Naipaul, Brits schrijver (overleden 2018)
- 1932 - Koos Postema, Nederlands radio- en televisieverslaggever en presentator
- 1932 - Jean-Jacques Sempé, Frans cartoonist en stripauteur (overleden 2022)
- 1933 - Tom Courtney, Amerikaans atleet (overleden 2023)
- 1933 - Gene Kranz, Amerikaans vluchtdirecteur NASA
- 1934 - Ricard Salvat i Ferré, Spaans schrijver, dramaturg, regisseur en hoogleraar (overleden 2009)
- 1936 - Henri De Wolf, Belgisch wielrenner (overleden 2023)
- 1936 - Floyd Red Crow Westerman, Amerikaans zanger en acteur (overleden 2007)
- 1937 - Safinaz Kazem, Egyptisch literatuurcritica en journaliste
- 1937 - Gerrit Korteweg, Nederlands zwemmer
- 1938 - Theodoros Pangalos, Grieks jurist, econoom en politicus (overleden 2023)
- 1940 - André Klukhuhn, Nederlands wetenschapper en filosoof
- 1941 - Ibrahim Babangida, Nigeriaans militair leider
- 1941 - Lothar Bisky, Duits politicus (overleden 2013)
- 1941 - Fritz Wepper, Duits acteur (Harry Klein in de krimi-televisieseries Der Kommissar en Derrick) (overleden 2024)
- 1943 - Karel Biddeloo, Belgisch stripauteur (overleden 2004)
- 1943 - Robert De Niro, Amerikaans acteur
- 1943 - Yukio Kasaya, Japans schansspringer (overleden 2024)
- 1943 - Marion Maerz, Duits schlagerzangeres
- 1944 - Larry Ellison, Amerikaans zakenman (medeoprichter van Oracle)
- 1944 - Peter de Zwaan, Nederlands schrijver
- 1945 - Rudi Lubbers, Nederlands bokser
- 1947 - Jennifer Rhodes, Amerikaans actrice
- 1949 - Julian Fellowes, Brits acteur, regisseur en (scenario)schrijver
- 1949 - Henning Jensen, Deens voetballer (overleden 2017)
- 1950 - Bartho Braat, Nederlands acteur
- 1951 - Willem Bröcker, Nederlands bestuurder, politicus, jurist en lid van de Eerste Kamer der Staten-Generaal
- 1951 - Richard Hunt, Amerikaans poppenspeler (overleden 1992)
- 1951 - Anne Elisabet Jensen, Deens politicus
- 1951 - Konrad Weise, Oost-Duits voetballer
- 1952 - Nelson Piquet sr., Braziliaans autocoureur
- 1952 - Guillermo Vilas, Argentijns tennisser
- 1953 - Herta Müller, Roemeens-Duits schrijfster en Nobelprijswinnares
- 1954 - Ingrid Daubechies, Belgisch natuur- en wiskundige
- 1956 - Nigel Lamb, Brits piloot
- 1956 - Anja Winter, Nederlands actrice
- 1957 - Tim Bagley, Amerikaans acteur
- 1957 - Robin Cousins, Brits kunstschaatser
- 1958 - Belinda Carlisle, Amerikaans zangeres
- 1959 - Wanda Jean Allen, Amerikaans moordenares (overleden 2001)
- 1959 - Jonathan Franzen, Amerikaans schrijver
- 1960 - Thomas Ernst, Zweeds schaker
- 1960 - Sean Penn, Amerikaans acteur
- 1961 - Larry B. Scott, Amerikaans acteur
- 1962 - Jack van Hulten, Nederlands voetbalscheidsrechter
- 1962 - John Marshall Jones, Amerikaans acteur
- 1962 - Roland Schröder, Oost-Duits roeier
- 1963 - Jan Heintze, Deens voetballer
- 1963 - Don McKellar, Canadees acteur, scenarioschrijver en regisseur
- 1963 - Hans Vijlbrief, Nederlands econoom en politicus
- 1964 - Carlos Moura Dourado (Moura), Braziliaans voetballer
- 1965 - Fred Grim, Nederlands voetballer en trainer
- 1965 - Mak Ka Lok, Macaus autocoureur
- 1965 - Anton Pfeffer, Oostenrijks voetballer
- 1966 - Igor Trandenkov, Russisch atleet
- 1967 - Michael Preetz, Duits voetballer
- 1968 - Orlagh Cassidy, Amerikaans actrice
- 1968 - Steffen Fetzner, Duits tafeltennisser
- 1968 - Anja Fichtel, Duits schermster
- 1968 - Helen McCrory, Brits actrice (overleden 2021)
- 1969 - Dot Allison, Schots zangeres
- 1969 - Markus Gisdol, Duits voetbalcoach
- 1969 - Toine Manders, Nederlands jurist
- 1969 - Donnie Wahlberg, Amerikaans zanger en acteur
- 1970 - Jim Courier, Amerikaans tennisser
- 1970 - Øyvind Leonhardsen, Noors voetballer
- 1970 - Ian White, Engels darter
- 1971 - Cristian Balaj, Roemeens voetbalscheidsrechter
- 1973 - Mariana Arnal, Argentijns hockeyster
- 1973 - Olivier Doll, Belgisch voetballer
- 1974 - Lenka Hlávková, Tsjechisch musicologe (overleden 2023)
- 1974 - Niclas Jensen, Deens voetballer
- 1974 - Marie-Isabelle Lomba, Belgisch judoka
- 1974 - Elio Marchetti, Italiaans autocoureur
- 1975 - Gerardo Soto y Koelemeijer, Nederlands Spaans schrijver
- 1976 - Natalie Gold, Amerikaans actrice
- 1976 - Peter Gustafsson, Zweeds golfer
- 1976 - Olena Krasovska, Oekraïens atlete
- 1976 - Geertjan Lassche, Nederlands televisiejournalist
- 1976 - Anders Rambekk, Noors voetballer
- 1976 - Rolf van der Velde, Nederlands geweerschutter
- 1977 - Nathan Deakes, Australisch snelwandelaar
- 1977 - William Gallas, Frans voetballer
- 1977 - Thierry Henry, Frans voetballer
- 1977 - Tarja Turunen, Fins zangeres
- 1978 - Mehdi Baala, Frans atleet
- 1978 - Roger Flores, Braziliaans voetballer
- 1978 - Ebon Moss-Bachrach, Amerikaans acteur
- 1978 - Mounir Toub, Nederlands chef-kok en televisiepresentator
- 1979 - Julien Escudé, Frans voetballer
- 1979 - Femme Taken, Nederlands ondernemer en oprichter van Tweakers
- 1980 - Manuele Blasi, Italiaans voetballer
- 1980 - Daniel González Güiza, Spaans voetballer
- 1980 - Jan Kromkamp, Nederlands voetballer
- 1982 - Jonas Holmqvist, Zweeds wielrenner
- 1982 - Mark Salling, Amerikaans acteur (overleden 2018)
- 1985 - Emir Ujkani, Belgisch voetballer
- 1986 - Deborah Feldman, Amerikaans-Duits schrijfster
- 1986 - Denis Kornilov, Russisch schansspringer
- 1987 - Aleksandr Malychin, Wit-Russisch autocoureur
- 1988 - Justin Dorey, Canadees freestyleskiër
- 1988 - Johanna Larsson, Zweeds tennisster
- 1988 - Laurenne Ross, Amerikaans alpineskiester
- 1989 - David Abdul, Arubaans voetballer
- 1989 - Titia Hoogendoorn, Nederlands actrice
- 1989 - Stephanie Twell, Brits atlete
- 1989 - Chan Yung-jan, Taiwanees tennisster
- 1990 - David Zhu, Chinees autocoureur
- 1991 - Richard Bradley, Brits autocoureur
- 1991 - Austin Butler, Amerikaans acteur
- 1991 - Pol Rosell, Spaans autocoureur
- 1991 - Steven Zuber, Zwitsers voetballer
- 1992 - Spike Goddard, Australisch autocoureur
- 1992 - Rusheen McDonald, Jamaicaans atleet
- 1993 - Ederson Moraes, Braziliaans voetballer
- 1993 - Cinta Laura, Duits-Indonesisch actrice, electropopzangeres en model
- 1993 - Sarah Sjöström, Zweeds zwemster
- 1993 - Xie Zhenye, Chinees atleet
- 1994 - Phoebe Bridgers, Amerikaans muzikante
- 1994 - Robin Buwalda, Nederlands voetballer
- 1994 - Nadia Coolen, Nederlands voetbalster
- 1994 - Taissa Farmiga, Amerikaans actrice
- 1994 - Bas Kuipers, Nederlands voetballer
- 1994 - Annie Lazor, Amerikaans zwemster
- 1994 - Dai Dai Ntab, Nederlands langebaanschaatser
- 1994 - Kendyl Stewart, Amerikaans zwemster
- 1995 - Gracie Gold, Amerikaans kunstschaatsster
- 1996 - Illia Mykhalchyk, Oekraïens motorcoureur
- 1999 - Tyrell Malacia, Nederlands voetballer
- 1999 - Won Ji-an, Zuid-Koreaans actrice
- 2000 - ADF Samski, Nederlands rapper
- 2000 - Lil Pump, Amerikaans rapper
- 2001 - Nazim Azman, Maleisisch autocoureur
- 2001 - Remco Coppejans, Nederlands acteur
- 2001 - Milena Kokosz, Pools voetbalster
- 2002 - Charlie Cresswell, Engels voetballer
- 2002 - Chloe Hawthorn, Engels actrice
- 2004 - Lola Moolhuijzen, Nederlands waterpolospeelster
- 2005 - Lisa Stengs, Nederlands voetbalster

## Overleden

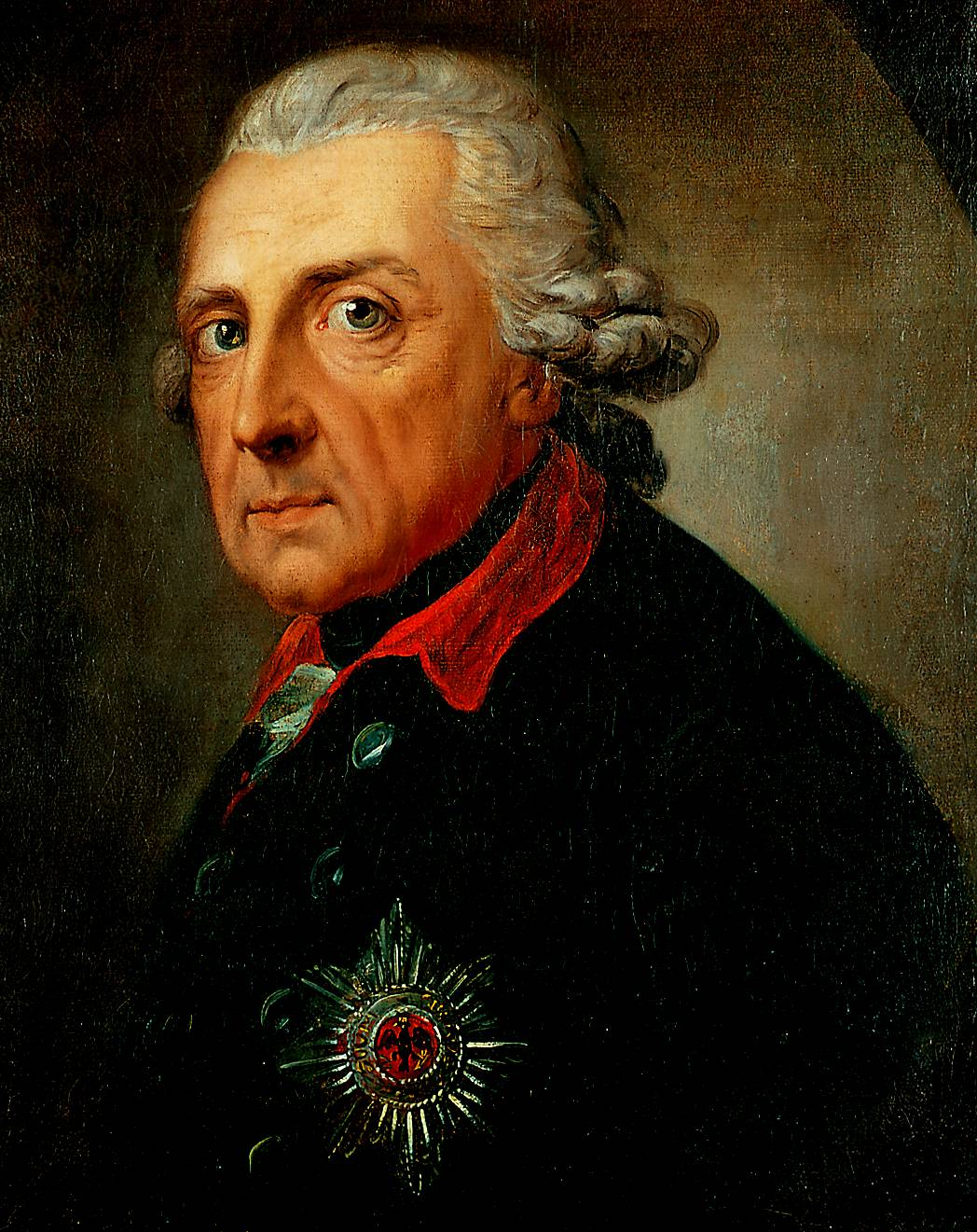
Frederik de Grote,
overleden in 1786

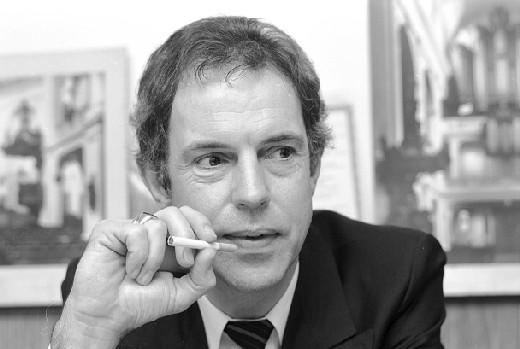
Jos Brink,
overleden in 2007

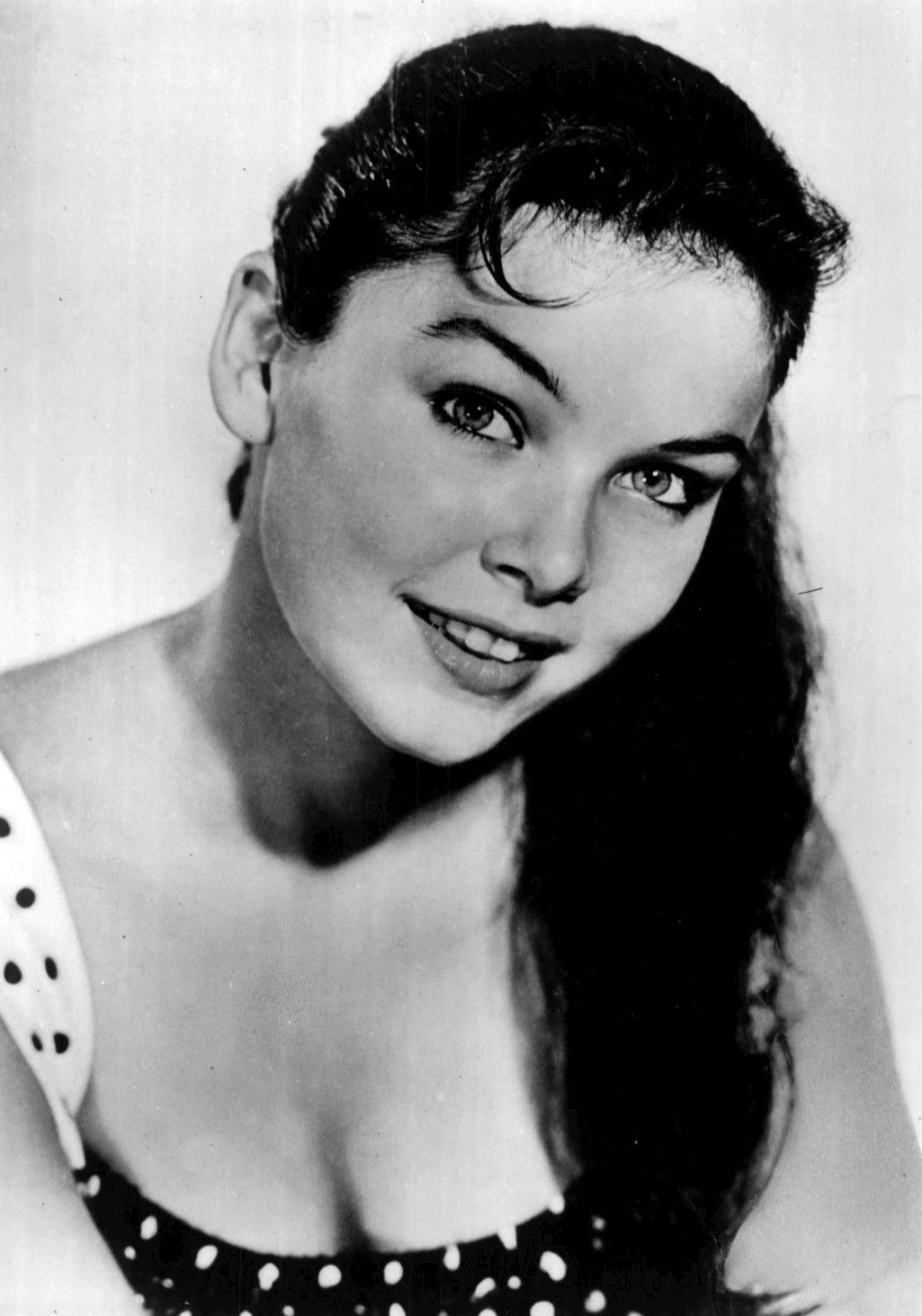
Yvonne Craig,
overleden in 2015

- 1304 - Go-Fukakusa (61), Japans keizer
- 1630 - Lodewijk Makeblyde (65), Belgisch jezuïet en dichter
- 1673 - Reinier de Graaf (32), Nederlands arts en anatoom
- 1676 - Hans Jakob Christoffel von Grimmelshausen (±55), Duits schrijver
- 1786 - Frederik de Grote (74), koning van Pruisen
- 1838 - Lorenzo Da Ponte (89), Italiaans librettoschrijver
- 1880 - Ole Bull (70), Noors violist
- 1941 - Ludwig Stubbendorf (35), Duits ruiter
- 1955 - Fernand Léger (74), Frans kunstenaar
- 1966 - Ken Miles (47), Brits autocoureur
- 1968 - Aleksandre Sjarvasjidze, Abchazisch-Georgische kunstenaar
- 1969 - Ludwig Mies van der Rohe (83), Duits architect
- 1969 - Kang Tongbi (86), Chinees feministe
- 1971 - Wilhelm List (91), Duits veldmaarschalk
- 1983 - Ira Gershwin (86), Amerikaans tekstschrijver
- 1984 - Jan Retèl (66), Nederlands acteur
- 1987 - Carlos Drummond de Andrade (84), Braziliaans dichter
- 1987 - Rudolf Hess (93), Duits oorlogsmisdadiger
- 1988 - Connie Meijer (25), Nederlands wielrenster
- 1988 - Mohammed Zia-ul-Haq (64), president van Pakistan
- 1988 - Franklin Delano Roosevelt jr. (74), Amerikaans politicus
- 1990 - Pearl Bailey (72), Amerikaans actrice en zangeres
- 1992 - Tecla San Andres-Ziga (85), Filipijns jurist en politicus
- 1994 - Luigi Chinetti (93), Italiaans-Amerikaans autocoureur
- 1996 - Max Wildiers (92), Belgisch filosoof
- 1998 - Władysław Komar (58), Pools kogelstoter en olympisch kampioen
- 1999 - Reiner Klimke (63), Duits Ruiter en olympisch kampioen
- 2000 - Erich Borchmeyer (95), Duits atleet
- 2000 - Franco Donatoni (73), Italiaans componist
- 2003 - Bertus Lüske (59), Nederlands zakenman en vermeend crimineel
- 2004 - Gérard Souzay (85), Frans zanger (bariton)
- 2006 - André Dequae (90), Belgisch politicus
- 2007 - Jos Brink (65), Nederlands televisie- en theaterpersoonlijkheid.
- 2010 - Francesco Cossiga (82), president van Italië
- 2010 - Jul De Roover (97), Belgisch architect
- 2010 - Alejandro Maclean (41), Spaans piloot
- 2010 - Bill Millin (88), Brits doedelzakspeler (bekend van landing in Normandië tijdens D-day)
- 2011 - Michel Mohrt (97), Frans schrijver
- 2011 - Firmin Van Kerrebroeck (88), Belgisch veldrijder
- 2012 - Willem G. van Maanen (91), Nederlands schrijver
- 2013 - Theo Van Speybroeck (82), Belgisch burgemeester
- 2013 - Gus Winckel (100), Nederlands militair
- 2014 - Ger van Elk (73), Nederlands beeldend kunstenaar
- 2014 - Wolfgang Leonhard (93), Duits schrijver, historicus en Rusland-deskundige
- 2015 - Loek Alflen (81), Nederlands worstelaar
- 2015 - Agapito Aquino (76), Filipijns topman en politicus
- 2015 - Yvonne Craig (78), Amerikaans balletdanseres en actrice
- 2015 - Eduardo Guerrero (87), Argentijns roeier
- 2015 - László Paskai (88), Hongaars kardinaal
- 2016 - Arthur Hiller (92), Canadees regisseur
- 2018 - Hardayal Singh (89), Indiaas hockeyer
- 2019 - Walter Buser (93), Zwitsers bondskanselier
- 2019 - Cees Werkhoven (87), Nederlands ondernemer en sportbestuurder
- 2020 - Mário de Araújo Cabral (86), Portugees autocoureur
- 2020 - Nina Kraft (51), Duits triatlete
- 2022 - Jan De Crem (94), Belgisch politicus
- 2023 - Karol Bobko (85), Amerikaans ruimtevaarder
- 2023 - John Devitt (86), Australisch zwemmer
- 2024 - Hans Eijkenbroek (84), Nederlands voetballer en voetbaltrainer
- 2024 - Truus Hennipman (81), Nederlands atlete
- 2024 - Sílvio Santos (93), Braziliaans zakenman, mediamagnaat en televisiepresentator
- 2025 - Terence Stamp (87), Brits acteur

## Viering/herdenking

Nationale feestdag Indonesië

- Dia di lucha pa libertat (Curaçao): de dag waarop de Curaçaose slavenopstand van 1795 begon, in 1984 uitgeroepen tot de Dag van de Vrijheidsstrijd (ook wel Tula-herdenking’ of ‘Dag van Tula’ genoemd).
- Onafhankelijkheidsdag: nationale feestdag van Indonesië (1945)
- Nationale feestdag in Gabon
- Sint-Juttemis (Guda van Arnstein († c. 1150)
- Rooms-Katholieke kalender:
  - Heilige Jero(e)n (van Noordwijk) (ook Iero van Schotland) († 856) - Gedachtenis (in bisdom Rotterdam)
  - Heilige Clara v/h Kruis († 1308)
  - Heilige Hyacinth(us) van Polen († 1257)
  - Heilige Mamas van Caesarea († 275)
  - Heilige Liberatus van Carthago († c .483)
  - Heiligen Benedicta en Caecilia van Susteren († 10e eeuw)
  - Heilige Jeanne Delanoue († 1736)
  - Zalige Angelus Augustinus Mazzinghi († 1438)
  - Eerbiedwaardige Carloman (van Vienne) († 755)

## Weerextremen

### Nederland
| | Officiële records | Officiële records | Officiële records |      | Landelijke records | Landelijke records | Landelijke records             |
| Gebeurtenis | Jaar              | Extreem           | Locatie           | Jaar | Extreem            | Locatie            |                                |
| --- | ----------------- | ----------------- | ----------------- | ---- | ------------------ | ------------------ | ------------------------------ |
| Laagste etmaalgemiddelde temperatuur (°C) | 1963              | 13,2              | De Bilt           |      | 1923               | 11,4               | Eelde                          |
| Hoogste etmaalgemiddelde temperatuur (°C) | 1947              | 23,4              | De Bilt           |      | 1947               | 24,9               | Vlissingen                     |
| Laagste minimumtemperatuur (°C) | 1971              | 4,6               | De Bilt           |      | 1971               | 3,3                | Twenthe                        |
| Hoogste minimumtemperatuur (°C) | 2022              | 17,5              | De Bilt           |      | 2002               | 19,5               | Vlissingen                     |
| Laagste maximumtemperatuur (°C) | 2015              | 15,2              | De Bilt           |      | 1923               | 13,9               | Eelde                          |
| Hoogste maximumtemperatuur (°C) | 1947              | 30,3              | De Bilt           |      | 1947               | 33,0               | Maastricht                     |
| Hoogste uurgemiddelde windsnelheid (m/s) | 1938              | 10,8              | De Bilt           |      | 1938 1991          | 17,5               | De Kooy, Vlissingen Huibertgat |
| Hoogste windstoot (m/s) | 1956              | 15,9              | De Bilt           |      | 2020               | 26,0               | De Kooy                        |
| Langste zonneschijnduur (uur) | 1973              | 13,7              | De Bilt           |      | 1959               | 13,8               | De Kooy                        |
| Langste neerslagduur (uur) | 2015              | 19,8              | De Bilt           |      | 2015               | 23,8               | Lelystad                       |
| Hoogste etmaalsom van de neerslag (mm) | 2022              | 42,8              | De Bilt           |      | 2015               | 46,0               | Marknesse                      |
| Laagste etmaalgemiddelde relatieve vochtigheid (%) | 1947              | 47                | De Bilt           |      | 1947               | 31                 | Maastricht                     |
| Laagste uurwaarde luchtdruk op zeeniveau (hPa) | 1924              | 995,6             | De Bilt           |      | 1924               | 992,6              | De Kooy                        |
| Hoogste uurwaarde luchtdruk op zeeniveau (hPa) | 1966              | 1032,0            | De Bilt           |      | 1966               | 1032,4             | Eelde                          |
| Officiële records worden altijd gemeten op het KNMI-weerstation in De Bilt. Landelijke records kunnen worden gemeten op elk officieel KNMI-weerstation in Nederland. |                   |                   |                   |      |                    |                    |                                |

Uitzonderlijke gebeurtenissen
- 1947 - Landelijk maandrecord laagste etmaalgemiddelde relatieve vochtigheid in % van augustus gemeten in Maastricht: 31
- 1947 - Laatste officiële tropische dag van het jaar (maximumtemperatuur ≥ 30 °C in De Bilt)
- 2015 - Officieel maandrecord langste neerslagduur in uren van augustus gemeten in De Bilt: 19,8
- 2015 - Landelijk maandrecord langste neerslagduur in uren van augustus gemeten in Lelystad: 23,8

### België
Dagrecords
- 1924 - Laagste etmaalgemiddelde temperatuur 12,8 °C
- 1892 - Hoogste etmaalgemiddelde temperatuur 26,6 °C
- 1950 - Laagste minimumtemperatuur 8,3 °C
- 1892 - Hoogste maximumtemperatuur 33,9 °C
- 1887 - Hoogste etmaalsom van de neerslag 37,5 mm

Uitzonderlijke gebeurtenissen
- 1977 - Neerslagtotaal van 97 mm water in Genk.
- 2006 - Zware hagelval zorgt in Zeebrugge (Brugge) voor schade en een laag hagel op het strand. Verder veroorzaakt het onweer waterschade.

<< · 1 · 2 · 3 · 4 · 5 · 6 · 7 · 8 · 9 · 10 · 11 · 12 · 13 · 14 · 15 · 16 · 17 · 18 · 19 · 20 · 21 · 22 · 23 · 24 · 25 · 26 · 27 · 28 · 29 · 30 · 31 · >>